# Kulltorps kyrka
Kulltorps kyrka är en kyrkobyggnad i Kulltorp i Växjö stift. Den är församlingskyrka i Kulltorps församling.

## Kyrkobyggnaden
Kyrkan uppfördes troligen på 1100-talet. Någon gång mellan 1630 och 1669 tillkom kyrktornet. Åren 1802 - 1803 förlängdes kyrkan åt öster. Koret och absiden vidgades då till samma bredd som långhuset. Samtidigt uppfördes nuvarande sakristia vid norra sidan.
På västra väggen finns kalkmålningar från 1600-talet med motivet S:t Göran och draken. Draperimålningar är från 1700-talet.

## Inventarier
- Predikstolen är från 1642.
- Ett krucifix är från 1726.

### Orgel
- 1886 bygger Johannes Andersson i Långaryd en orgel med 8 stämmor.
- 1912 bygger Eskil Lundén, Göteborg en orgel med 8 stämmor. Den utökades 1959 av Frede Aagaard till 14 stämmor.
- Den nuvarande orgeln är byggd 1980 av Bruno Christensen & Sönner, Tinglev, Danmark och är en mekanisk orgel. Fasaden är från 1886 års orgel.

| Huvudverk I     | Svällverk II        | Pedal      | Koppel |
| Rörflöjt 8´     | Spidsgamba 8'       | Subbas 16´ | I/P    |
| Principal 4´    | Vox celeste 8´      | Gedakt 8´  | II/P   |
| Gedacktflöjt 4´ | Rörflöjt 4´         |            | II/I   |
| Spidsflöjt 2´   | Principal 2'        |            |        |
| Mixtur 3 chor   | Oktava 1'           |            |        |
|                 | Sesquialtera 2 chor |            |        |
|                 | Tremolo             |            |        |
|                 | Crescendosvällare   |            |        |

## Galleri

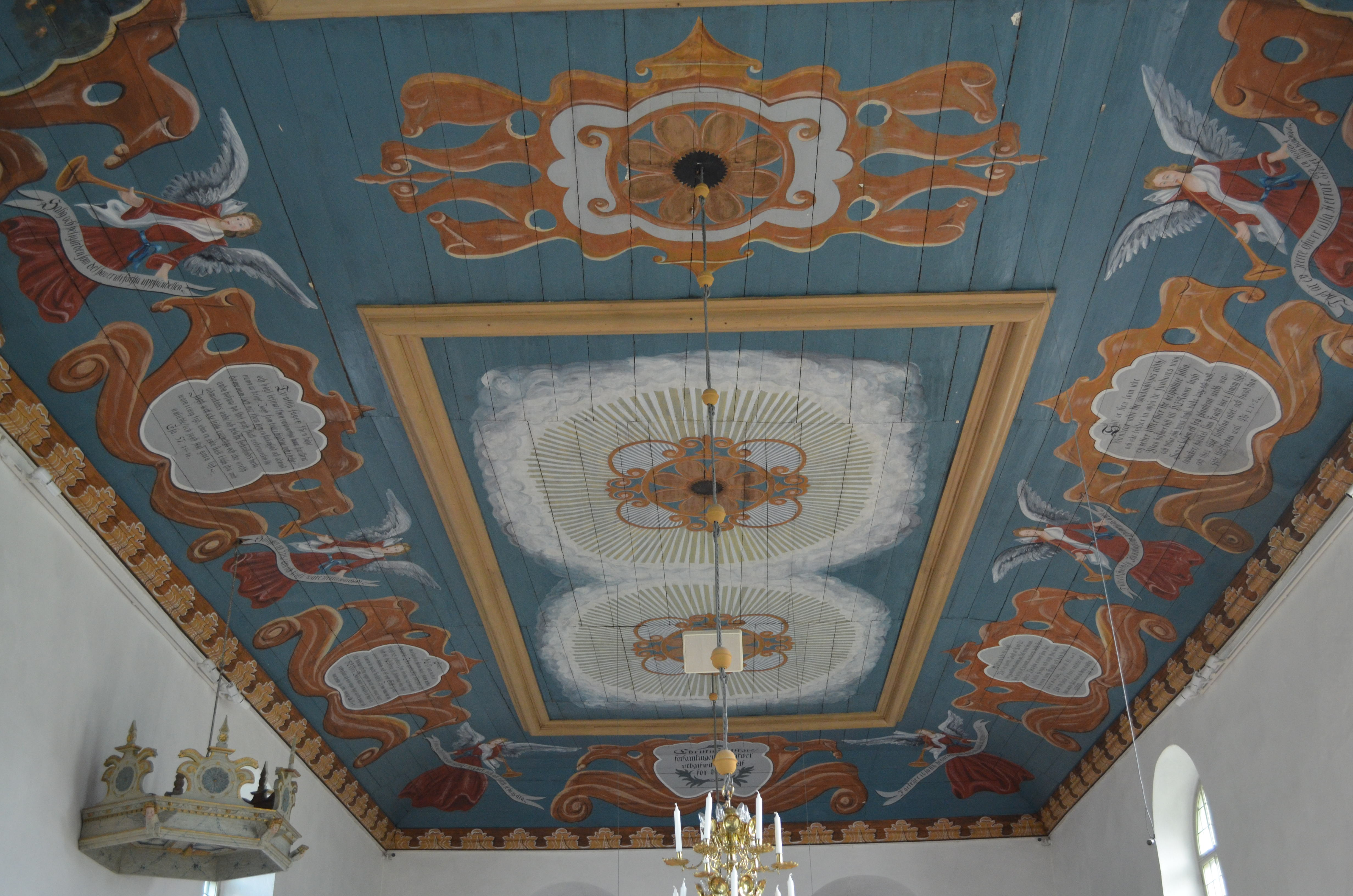
Takmålningen
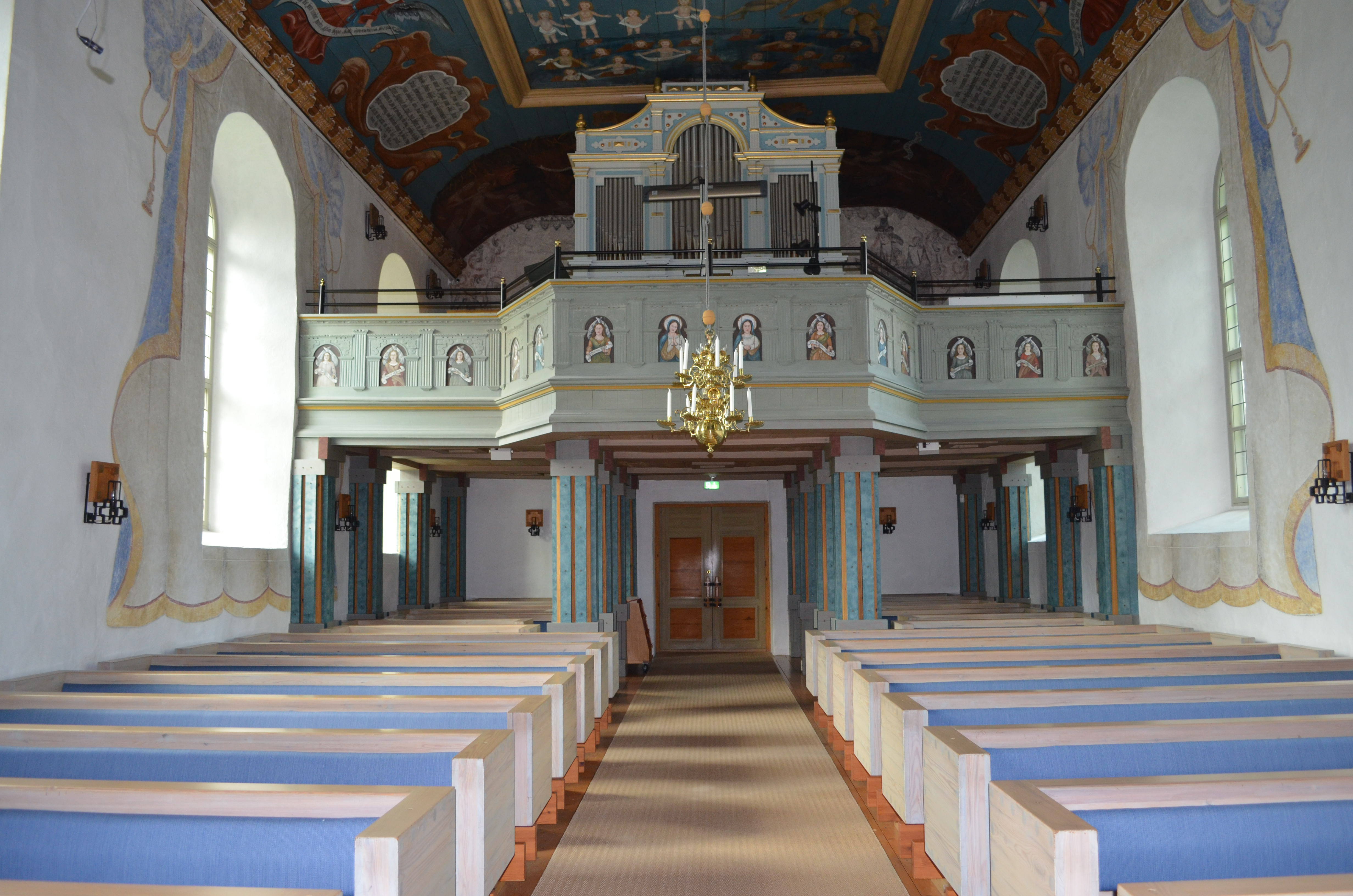
Orgelläktaren

### Webbkällor
- byggnadspresentation
- Wikimedia Commons har media som rör Kulltorps kyrka.